# Kaj (humorgrupp)
Kaj, av gruppen skrivet versaliserat som KAJ, är en finlandssvensk musik- och underhållningsgrupp från Vörå i Österbotten i Finland. Gruppen består av Kevin Holmström, Axel Åhman och Jakob Norrgård, och gruppens namn är bildat från deras förnamnsinitialer. Gruppen gör musik och sketcher, och framträder i normalfallet på sin egen Vörådialekt. Musikaliskt är de genreöverskridande inom bland annat pop, rock, rap, disco och schlager, med en låtkatalog på drygt 100 titlar. Gruppen har även skrivit och framfört två musikaler, Gambämark (2018) och Botnia Paradise (2021) på Wasa Teater.
Gruppen vann Melodifestivalen 2025 och tävlade därmed för Sverige i finalen av Eurovision Song Contest 2025 med låten "Bara bada bastu", där de slutade på fjärde plats.

## Bakgrund
Medlemmarna i Kaj, födda 1993, har känt varandra sedan de var barn. Först spelade de fotboll i samma lag och senare gick de i samma högstadieklass. Därefter har de varit nära vänner. Gruppen Kaj bildades 2009.
Gruppens första gig var i december 2009, då de uppträdde på rehabiliteringscentret Norrvalla i Vörå. De spelade några humorlåtar och skojade om rehabilitering. Före det hade de "skrivit två låtar, skojat mycket och varit med i revyer".

## Karriär
Våren 2014 satte Kaj upp showen Pjäs elo pjas på Wasa Teater. Gruppen planerade för tre föreställningar på teaterns lilla scen men showen blev en succé med 24 utsålda föreställningar på stora scenen. Sommaren samma år släpptes singeln "Jåo nåo e ja jåo yolo ja nåo" som blev en sommarhit i hela Svenskfinland och därigenom gruppens genombrott även i Nyland och Åboland. Låten ingick på albumet Lokalproducerat Pjas (2014). I samband med Lokalproducerat Pjas inledde Kaj sitt samarbete med musikproducenten och låtskrivaren Janne Hyöty som kommit att producera flera av deras låtar.
Under Jakobs Dagar 2015 i Jakobstad uppträdde Kaj inför cirka 10 000 personer. Hösten 2015 gjorde de sketchprogrammet Kajland i radio och som podcast för X3M. Samma år 2015 utsåg Österbottens förbund Kaj till Årets österbottningar.
Kaj har skrivit och framfört två musikaler: Gambämark (2018) och Botnia Paradise (2021).  I samband med Gambämark började gruppen arbeta på heltid med humor och musik. Båda musikalerna sattes upp på Wasa Teater, ochBotnia Paradise slog teaterns publikrekord.
År 2019 släppte de albumet Born to Börn under sitt alter ego Vörjeans, som spelar rockabilly. Albumets singel "Volvoräägör" debuterade som etta på musiktopplistan Vegatoppen den 20 juni samma år.

### Melodifestivalen och Eurovision Song Contest 2025

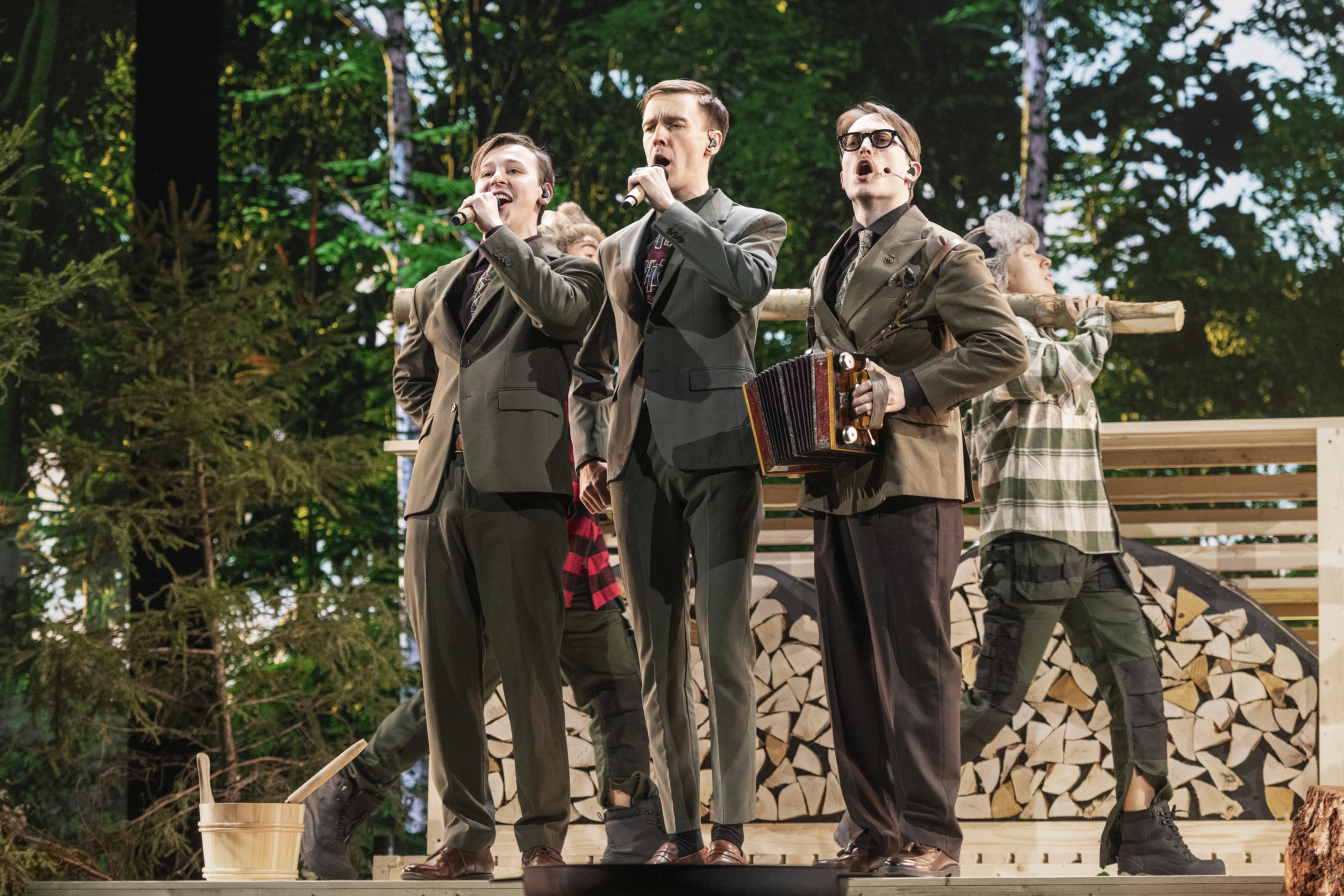
Kaj på scen under Melodifestivalen 2025.

Kaj blev allmänt kända i Sverige i samband med deltagandet i svenska Melodifestivalen 2025 med låten "Bara bada bastu" som de skrivit tillsammans med Robert Skowronski, Kristofer Strandberg och Anderz Wrethov. Låten deltog i den fjärde deltävlingen, där den gick direkt vidare till final. "Bara bada bastu" vann finalen och representerade därmed Sverige i Eurovision Song Contest 2025 i Basel, där man hamnade på fjärde plats. Sången är det första svenskspråkiga bidraget som Sverige skickar till Eurovision sedan 1998. Senast ett bidrag framfördes på svenska i Eurovision var år 2012, då Pernilla Karlssons "När jag blundar" tävlade för Finland.

## Humor och stilgrepp
Kajs låtproduktion sträcker sig över ständigt skiftande genrer och genreparodier, det mesta inom spektrat pop och rock inklusive rap och elektronisk dansmusik men även exempelvis country, spelmansmusik, latinska rytmer, musikal och en operaparodi. Humorn vävs i flera nivåer med lekfullhet och ordsnickeri som Svenska kulturfonden vid ett tillfälle kallat "språklig virtuositet". Texterna behandlar ofta mycket vardagliga företeelser. 
Lek med kontrast mellan musikgenrers konventioner och textens innehåll är ett vanligt humoristiskt grepp, liksom roliga egenproducerade musikvideor.
Kajs humor betecknas som folklig, snäll och vänlig, vilket redan från början givit dem en publik i åldrar från dagisbarn till pensionärer. Omdömet att humorn är snäll är ofta positivt men har även förekommit i negativ kritik. Ofta samtidigt hyllar och ifrågasätter gruppen låtens ämne. Genom att inte ta ställning kan publiken gilla låten oavsett vilken åsikt den har om exempelvis fredagstaco eller vanliga åsikter i hembygden.  Att musikalen Gambämark relativt lätt kan tolkas politiskt är ett undantag i Kajs produktion.
Kaj har ofta kallats lillgamla. De har själva bejakat begreppet lillgammal, och beskrivit sina mor- och farföräldrar som stora inspirationskällor.De har dessutom skrivit många låtar om hembygden och om hur det var förr på ett sätt som sman oftast inte förväntar sig av unga människor Först kring albumet Karar i arbeit (2024) tyckte gruppen att prefixet lill- i lillgammal höll på att falla bort, och att de nu skrev om eget vuxenliv.
Små krockar mellan det svensk- och det finskspråkiga nämns ibland, som skällsordet hurri i låten Kom ti byin (2016) när man korsar språkgränsen mellan svensk- och finskspråkiga områden. I såväl låten Tango taas (2012) som i musikalen Botnia Paradise (2021) uppstår situationskomik när huvudpersonen är dålig på att prata finska. I Hupparipäivä ursprungligen från Yle-julkalendern 2014 med text på dålig finska inklusive några påhittade ord driver gruppen med sig själva på samma tema.

## Dialekt
För Kaj är dialekten inte avsedd att vara rolig i sig självt, och inget självändamål. Gruppmedlemmarna betraktar dialekten som sitt modersmål och sitt mest naturliga språk, som de använder både som Kaj och i normal kommunikation. När gruppen var ny blev valet att framträda på dialekt mycket uppmärksammat, men sedan publiken i Österbotten vant sig kom fokus på humorn. Samma process upprepades sedan när de utökade sina turnéer till svenskspråkiga områden i södra Finland.
Gruppen förhåller sig lekfullt till språk i allmänhet. Utöver sitt eget normalspråk tar de också inspiration från äldre, mer utpräglad dialekt, som de är välbekanta med eftersom de tillbringat så mycket tid med sina far- och morföräldrar. Vid behov kan de åstadkomma även den finländska huvudstadsregionens svenska prestigeuttal, vilket bland annat framgår av deras sketch om den fria teatergruppen Kajtharsis i julkalendern hos Svenska Yle 2014.. Vägg i vägg sjungs på stockholmsinfluerad rikssvenska. Ibland använder Kaj även ord från andra finlandssvenska dialekter. Genom att använda ord både från den egna och ibland andras dialekter, standardfinlandssvenska och Sverige-typisk rikssvenska och leka med blandningar av dessa ökar gruppen sina komiska möjligheter samt chansen att hitta roliga rim. Även finska och engelska ord används där det passar.  
Efter uppmärksamheten kring Bara bada bastu och Melodifestivalen har språkvetare både i Finland och Sverige tagit chansen att använda gruppens dialektbruk för att peka på dialektmönster, varav en del är mycket gamla i svenska språket och somligt återfinns även i andra svenska dialekter.

## Kajs Österbotten och det finska
Gruppens bakgrund är svenskspråkig landsbygd i Österbotten. Det finländska begreppet talko, att gemensamt utföra en praktisk arbetsuppgift, nämns ibland i gruppens texter och är mycket centralt i musikalen Gambämark. I de svenskspråkiga delarna av Österbotten, vilket är ungefär hälften av landskapet, är populärkulturen i hög grad präglad av Sverige och svensk TV och finskakunskaperna är ofta svaga. Kaj har i ett par låtar själva skämtat om att vara dåliga på att prata finska.
I Österbotten har det antagits att Kaj aldrig skulle slå utanför Svenskfinland, delvis på grund av dialekten men också eftersom varken finnar eller svenskar brukar bry sig om finlandssvenska kulturyttringar. Efter att gruppen vunnit Melodifestivalen fick de göra en del direktsända intervjuer i finskspråkiga medier, vilket de upplevde som nervöst. Kevin Holmström har betonat att valet att låta sig intervjuas på finska handlade om att möta människor som hejat på gruppen och släppa in alla till festen, inte stänga någon ute. Att hans finska inte är felfri hade då mindre betydelse. Kaj har självironiskt kallat sin bristfälliga finska för "rallisuomi" ("rallyfinska"). Uttrycket är inspirerat av ordet rallienglanti ("rallyengelska"), vilket är en enkel och ofta grammatiskt bristfälligt engelska med stark brytning. Uttrycket syftar från början på finska rallyförare såsom Markku Alén och Tommi Mäkinen, men även den finske Eurovisionsartisten Käärijäs engelska har ibland kallats så. Det finländska Institutet för de inhemska språken valde i mars 2025 "rallisuomi" till månadens finska ord, och lyfte fram Kajs språkanvändning som ett gott exempel på hur språkkunskaper kan används praktiskt, eftersom det är viktigare att våga använda ett språk än att uttrycka sig perfekt.

## Musikvideor och framträdanden
Gruppen Kaj har skapat musik inom ett större antal genrer. Ofta har de även skapat skilda musikvideor, och ibland låtit filma liveframträdanden. Ett flertal av deras uppträdanden har nått över en miljon visningar på Youtube.

### Heimani i skick
I maj 2013 utgav gruppen låten Heimani i skick. Efter sin  militärtjänstgöring 2013 funderade gruppen hur de skulle bli spelade inte bara på vuxenradiokanalen Radio Vega utan även på ungdomsradiokanalen Yle X3M, trots att de sjunger på dialekt och spelar akustiskt. De uppfann sin egen genre: pipp pop, alltså hip hop "som handlar om att  pippa". Att ha heimani (hemmanet) i skick handlar om den trygghet väl omhändertagna ägor ger, och den attraktivitet detta ger en österbottnisk man. För Heimani i skick vann gruppen pris för bästa amatörproduktion inom film/tv/video 2013 på den första finlandssvenska Nöjesgalan.

### Jåo nåo e ja jåo yolo ja nåo
Gruppen levererade i juli 2014 en "finlandssvensk sommarplåga" med singeln Jåo nåo e ja jåo YOLO ja nåo. Låten handlar om en  Pensalabo som har en ålderskris och ska gå ut på baren och testa sitt värde på marknaden. Tungvrickaren betyder Javisst, nog är jag ju yolo, jag, nog. Låten i technostil med inslag av rap blev bandets genombrott i hela det  svenska Finland.

### Pa to ta na kako?

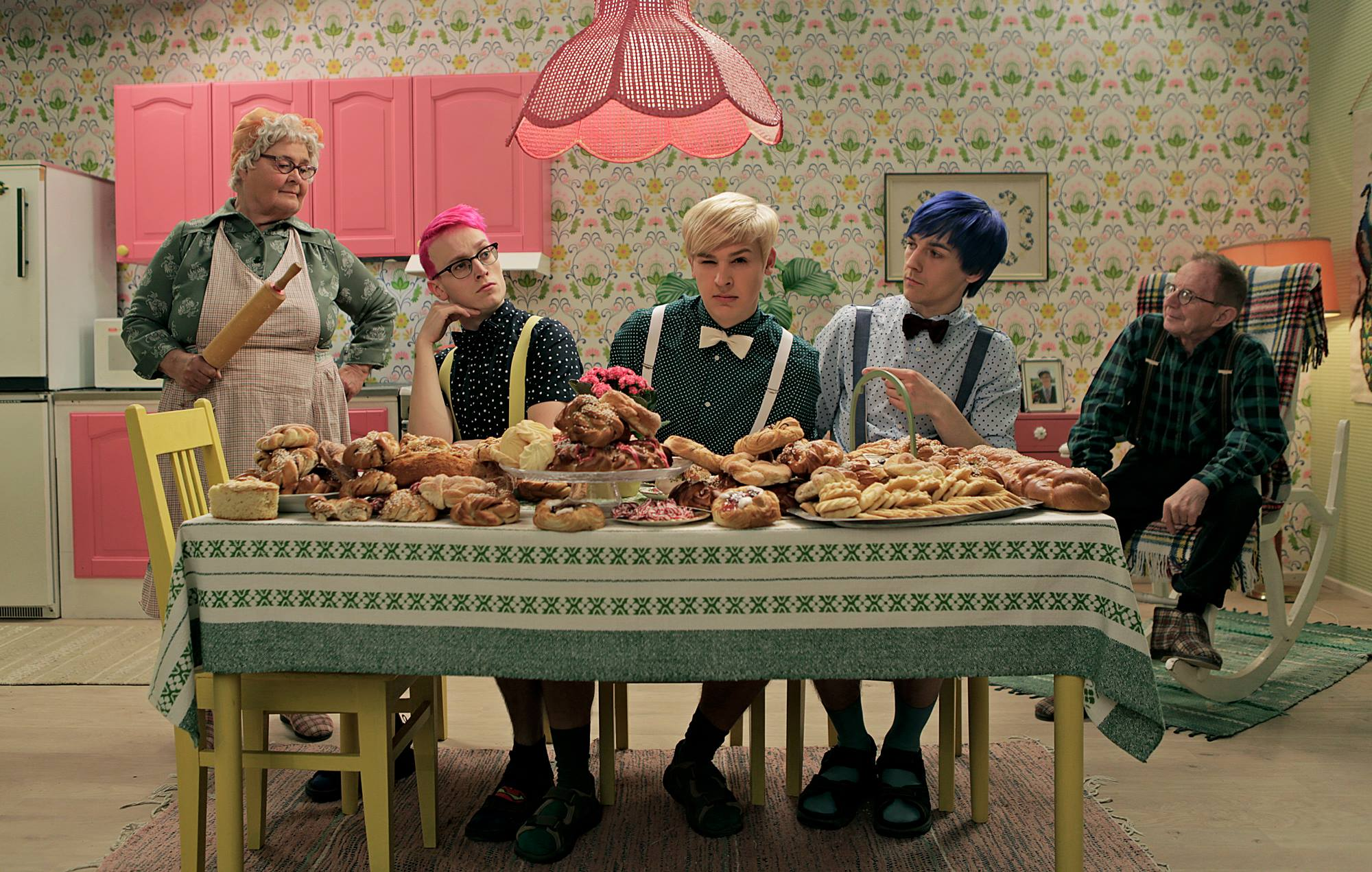
Bild från inspelningen av musikvideion till Pa to ta na kako?

Med Pa to ta na kako? ("Plägar [Brukar] du äta kaka?") skapade gruppen i juli 2015 genren KAJpop, vilket enligt dem själva är en kombination av J-pop och K-pop. I likhet med det mesta som gruppen gjort är låten producerad i samarbete med den i Japan framgångsrike musikproducenten Janne Hyöty. Temat för låten är hur farmor trugar i barnbarnen olika bakverk tills de nästan kräks i servetten. I musikvideon uppträder gruppen på en roterande scen inuti en mikrovågsugn och har färgat håret blått, rosa och ljusblont.
När Vasabladets kulturchef Patrik Back listade Kajs bästa låtar inför deras deltagande i Melodifestivalen 2025 placerade han "Pa to ta na kako?" på första plats (före "Taco hej").

### Taco hej (me Gusta)
Musikvideon till Taco Hej (me Gusta) spelades in natten mellan den 22 och 23 juli 2016 på Rejpeltvägen i Vörå, där omkring en kilometer av vägen stängdes av. Temat är tex-mex och mys-pys, vilket avspeglas i scenografin med bland annat stora lysande bokstäver som bildar ordet "MYS", dansgolv på åkern och rekvisita som tortillachips, tacoskal, salsa, guacamole och piñatas. Inspelningen gjordes i en enda tagning, något som enligt uppgift inte tidigare gjorts i Svenskfinland, och krävde fyra månaders förberedelser. Omkring 50 personer, däribland familjemedlemmar och vänner, deltog i produktionen som leddes av regissören Tage Rönnqvist från produktionsbolaget Eva Lingon. Under de tre och en halv minuter långa tagningarna inträffade små missöden såsom trasiga klänningar och krockande hoverboards, men slutresultatet blev en version som gruppen själva beskriver som ”makalös och galen”.

### Kom ti byin
I Kom ti byin hyllar gruppen det lilla bysamhället - en plats där man lär sig att vara stolt över de små sakerna. De lyfter fram sina egna respektive byar: Maxmo, Komossa och Palvis.
Låten lyfter fram fördelarna med att bo i glesbygden. Gruppen framhåller fem centrala aspekter av livet på landsbygden: den sociala närheten där alla känner alla och hälsar på varandra; det havsnära boendet som påstås bidra till ökad harmoni och god hälsa; öppenheten och tillgängligheten i byns lokaler, där invånarna ofta har nycklar till gemensamma utrymmen; förmågan att hantera tristess, vilket i sin tur stimulerar kreativitet och egen initiativförmåga; samt den starka talkoandan, där hela samhället engagerar sig i gemensamma projekt och reparationer. Sångtexten slutar med det vemodiga konstaterandet att de nu lämnat boet och flugit ur holken, men: "Du kan ta pojken ur byn, men inte byn ur pojken."

### Härkas (No var e nåo na twerkas)
Musikvideon Härkas (No var e nåo na twerkas) är gruppens första animerade verk. I fokus står en diskjockey som bemöts med upprepade kommentarer om att han borde skaffa sig ett “riktigt jobb”, ett tema som också speglar gruppens egna erfarenheter som artister. Enligt gruppmedlemmen Kevin Holmström är låten inspirerad av den långsamma vägen till acceptans genom uppträdanden och publikrespons. Diskjockeyn får ett samtal av en producent för en festival, och ombedes ställa upp som vikarie eftersom Avicii kört i diket (där "diiki" på Vörå-dialekt rimmar på Avicii).
Härkas är ett dialektalt utrop av häpnad eller förskräckelse: kors! Musikvideon refererar till dansstilen twerking, som innebär att man i hukande position rör på höfterna och rumpan. Animationen innehåller satiriska inslag, där kända finländska politiker såsom dåvarande statsminister Juha Sipilä, Sannfinländarnas partiledare Timo Soini och kristdemokraten Päivi Räsänen förekommer i karikerade dansscener.

### Paavos barkbrö
Paavos barkbrö är gruppens fosterländska tribut till 100-årsjubileet av Finlands självständighet 2017, framförd i Botniahallen på den stora finlandssvenska musikfestivalen Skolmusik 2017 tillsammans med hundratals skolungdomar. Stycket baserar sig på Högt bland Saarijärvis moar (även kallad Bonden Paavo), en välkänd dikt av Finlands nationalskald Johan Ludvig Runeberg. Bonden Paavo drabbas av upprepad missväxt och måste blanda "till dubbelt bark i brödet". När hans åker äntligen ger skörd och barkbröd inte längre vore nödvändigt ser han grannens nöd och manar sin fru: "Kvinna, kvinna, den blott tål att prövas, som en nödställd nästa ej förskjuter. Blanda du till hälften bark i brödet, ty förfrusen står vår grannes åker!"
Paavos barkbrö "handlar om att man måste bita ihop. Om det är tuffa tider måste man hjälpa varandra. Vi tog lite influenser från finsk kultur", enligt Axel Åhman. "Låten bygger på finskt svårmod men den handlar också om att ta livet med en klackspark", enligt Jakob Norrgård.

### Nissan bromsa
Nissan bromsa är en operaparodi som Kaj första gången framträdde med 2017 och blev viral 2025.

### Text-TV
År 2019 hyllade gruppen text-TV med en låt i genren elektronisk musik. Låten anses inspirerad av Kraftwerk och Pet Shop Boys. I live-framträdandena agerar Kevin den som efter arbetsdagens slut med sin fjärrkontroll får läsa "sanningen" på 899 sidor om formel 1-resultat, väder och nyheter, Jakob uppträder med en TV på huvudet och Axel framför refrängen.

### Vems pojk e do?
Vems pojk e do? släppt 2019, handlar om kvinnor i en liten ort som träffar en ung man och undrar vems pojke han är och vad han har för anknytning – en lek med nyfikenhet och sociala relationer i småorter.
Låten innehåller musikaliska inslag som pastischerar pojkbandsmusik från slutet av 1990- och början av 2000-talet, och framförandet har refererats till gruppens bakgrund inom byarevytraditionen. I jubileumsshowen i Botniahallen framfördes "Vems pojk e do?" som ett koreograferat scenframträdande, vilket har beskrivits som en tidig flört med Melodifestivalens scenformat.

### Vörjeans
Vörjeans är humorgruppens alter egon som spelar rockabillymusik. Under namnen Tommy (Jakob), Freppa (Kevin) och Määnin (Axel) släppte gruppen albumet Born to börn den 14 juni 2019 där bland annat låtarna Volvoräägör och Ta me heim ingår.

### Ta me heim
Ta me heim är en låt av alter ego-bandet Vörjeans. Låten släpptes 2019 på albumet Born to Börn och framförs i rockabilly-stil. Texten handlar om karaktären Tommy, spelad av Jakob, som blir berusad, hamnar i diket och ringer vännen Freppa för att bli hämtad och körd hem.
Låten framförs som en berättelse med teman kring grupptryck och dess konsekvenser, och innehåller gitarrspel av Jonas Sirén. I framföranden med Vörjeans används scennummer och estetik som anknyter till bandets rockabillyprofil.

### Hej du människa
Hej du människa är en låt på livealbumet KAJ 10, inspelat och släppt den 7 maj 2020. Låten spelas upp under jubileumskonserten KAJ 10 och är känd för sin vardagliga, humoristiska text som fångar livets små nyanser. I sången behandlas teman såsom hunger, törst, trötthet, vardagsrum och taklutning i en varm och reflekterande ton.
Vid tioårsjubiléet i Botniahallen framfördes låten tillsammans med ett utökat kompband bestående av musiker från Österbotten. Scenversionen hade arenarocksinslag och inkluderade instrumentala partier, bland annat gitarrsolo av Janne Hyöty och saxofonsolo av Robin Käldström.

## Utmärkelser
- 2015 – utsedda till Årets österbottningar av Österbottens förbund.[69]
- 2016 – Rose-Maj och Levi Ulfvens pris på 10 000 euro av Svenska kulturfonden för att de ”med språklig virtuositet lyfter fram sina österbottniska rötter, humoristiskt, klarsynt och kärleksfullt”.[70]
- 2025 – vinnare av Melodifestivalen 2025[22], utsedda till årets bastufrämjare av Svenska bastuakademien[71]

## Diskografi

### Album
- 2012 – Professionella pjasalappar
- 2014 – Lokalproducerat pjas
- 2016 – Kom ti byin
- 2018 – Gambämark
- 2019 – Born to Börn (som Vörjeans)
- 2020 – KAJ 10 (live)
- 2021 – Botnia Paradise
- 2024 – Karar i arbeit
- 2025 – Sauna Collection (Samlingsalbum)

### Singlar
- 2013 – Heimani i skick
- 2014 – Jåo nåo e ja jåo yolo ja nåo
- 2015 – Pa to ta na kako?
- 2016 – Taco hej (me Gusta)
- 2016 – Kom ti byin (låt)
- 2016 – Härkas
- 2017 – Paavos barkbrö (live)
- 2019 – Text-TV
- 2019 – Vems pojk e do?
- 2025 – Bara bada bastu
- 2025 – Mosquito

## Musikaler
- 2018 – Gambämark
- 2021 – Botnia Paradise